# Jaciment arqueològic de Corbs
Corbs és un jaciment arqueològic del Paleolític mitjà al terme municipal de la Juneda, (Les Garrigues), inclòs a l'Inventari del Patrimoni Arqueològic i Paleontològic de Catalunya.
Es troba en una explotació agropecuària de cultiu d'oliveres i ametllers, entre la partida de Miravall i dels Corbs, en la bifurcació entre els camins de l'Aranyó i de Vaca-Roja. El jaciment es veu molt afectat per les activitats agrícoles de la zona.

## Troballes arqueològiques
L'any 2001 es van realitzar 10 rases, de les quals 9 van donar resultats negatius.En els camps de conreu s'observen en superfície i extensió forces fragments de ceràmica d'època ibèrica (oxidada comuna i pintada) i romana (comunes, campaniana A, terra sigil·lada hispànica, tegulae, àmfores greco-itàlica i itàlica, etc.). Malgrat les restes ibero-romanes, no s'ha detectat cap resta constructiva in situ.
En referència al Paleolític mitjà, s'han trobat ascles de material lític en sílex
També es va detectar les restes d'una paret de pedra seca feta amb blocs de pedra irregulars de 40 cm d'amplada i 2,5 m de llarg. Adossada perpendicularment a l'estructura es trobaven un grup de pedres absents d'alineació. Tampoc tenien cap material arqueològic associat. S'ha interpretat com a possibles restes modernes o antigues destruïdes pels treballs agrícoles.
L'any 2009 es va realitzar una prospecció amb motiu del projecte constructiu del canal Segarra-Garrigues. El 2009 es van localitzar alguns fragments de ceràmica oxidada de l'època iberoromana, i un de sigillata.